# Mary Baker Eddy
Mary Baker Eddy (ur. 16 lipca 1821 w Bow, zm. 3 grudnia 1910 w Chestnut Hill) – założycielka Stowarzyszenia Chrześcijańskiej Nauki, mistyczka. Wychowana w ideałach kongregacjonalizmu. W 1866 roku Eddy przeżyła wielki wstrząs: gdy była w krytycznym stanie po wypadku, doznała objawienia i została cudownie uzdrowiona; od tego momentu Mary Baker Eddy zaczęła nauczać swojej doktryny. Wierni tej religii uważają, że niemożliwe jest zrozumienie Biblii bez odwoływania się do Klucza Pisma Świętego stworzonego przez mistyczkę. Jej system filozoficzny został przedstawiony w dzienniku „Christian Science Monitor”, ukazującym się do 1908 roku.
W 1876 założyła Stowarzyszenie Chrześcijańskiej Nauki i Kościół Scjentystów (1879), którymi kierowała do śmierci.
Wydała szereg prac, takich jak:
- Science And Health, With Key To The Scriptures – 1875
- Miscellaneous Writings
- Retrospection and Introspection
- Unity of Good – 1887
- Pulpit and Press
- Rudimental Divine Science
- No and Yes
- Christian Science versus Pantheism
- Message to The Mother Church, 1900
- Message to The Mother Church, 1901
- Message to The Mother Church, 1902
- Christian Healing
- The People’s Idea of God
- The First Church of Christ, Scientist, and Miscellany
- The Manual of The Mother Church